# Dureza Brinell

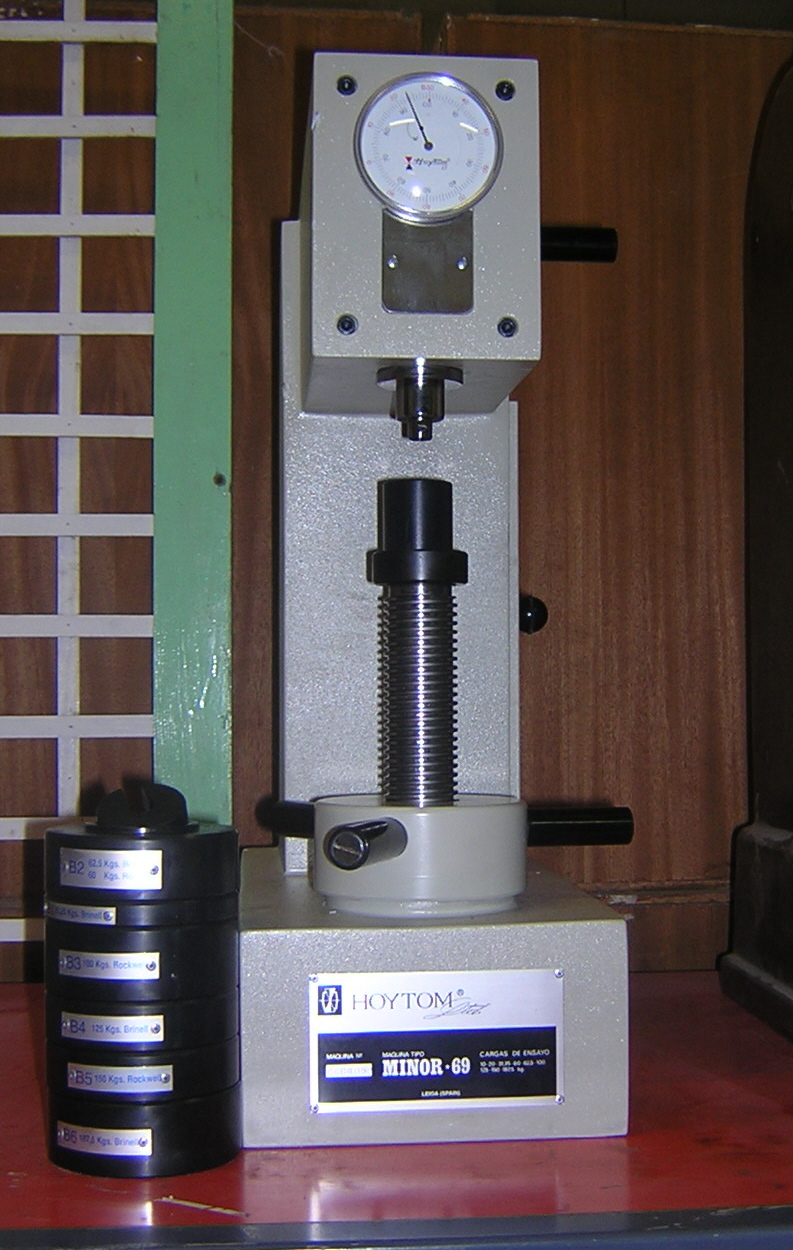
Durómetro.

Se denomina dureza Brinell a una escala de medición de la dureza de un material mediante el método de indentación, midiendo la penetración de un objeto en el material a estudiar. Fue propuesto por el ingeniero sueco Johan August Brinell en 1900, siendo el método de dureza más antiguo.
Este ensayo se utiliza en materiales blandos (de baja dureza) y muestras delgadas. El indentador o penetrador usado es una bola de acero templado de diferentes diámetros. Para los materiales más duros se usan bolas de carburo de tungsteno. En el ensayo típico se suele utilizar una bola de acero de 1 a 12 milímetros de diámetro, con una fuerza de 3000 kilopondios. El valor medido es el diámetro del casquete en la superficie del material. Las medidas de dureza Brinell son muy sensibles al estado de preparación de la superficie, pero a cambio resulta en un proceso barato, y la desventaja del tamaño de su huella se convierte en una ventaja para la medición de materiales heterogéneos, como la fundición, siendo el método recomendado para hacer mediciones de dureza de las fundiciones. 

Diagrama de fuerza: la bola penetra dejando una marca

La carga que se debe utilizar en el ensayo se puede obtener con la siguiente expresión:
| Símbolo           | Nombre | Unidad |
| ----------------- | --- | ------ |
| {\displaystyle P} | Carga a utilizar medida                                                                                                  | kgf    |
| {\displaystyle K} | Constante para cada material: 1 (madera) 5 (aluminio, cobre y sus aleaciones) 10 (magnesio y sus aleaciones) 30 (aceros) |        |
| {\displaystyle D} | Diámetro de la bola (indentador)                                                                                         | mm     |

Este ensayo solo es válido para valores menores de 600 HB en el caso de utilizar la bola de acero, pues para valores superiores la bola se deforma y el ensayo no es válido. Se pasa entonces al ensayo de dureza Vickers. Para saber si el ensayo es válido o no, debemos usar el espesor de la pieza y la profundidad de la huella; mediante la fórmula siguiente: 
espesor de la pieza ≥ 8 veces la profundidad de la huella. De este modo, si el valor resultante es menor al que tiene el espesor de la pieza diremos que el ensayo es válido, en caso contrario, no lo será; y por tanto pasaríamos al ensayo Vickers.

## Fórmula aplicada
Para determinar el valor de la dureza Brinell se emplea la siguiente ecuación:
| Símbolo                     | Nombre                                                                | Unidad |
| --------------------------- | --------------------------------------------------------------------- | ------ |
| {\displaystyle {\mbox{HB}}} | Dureza Brinell                                                        |        |
| {\displaystyle P}           | Carga a utilizar                                                      | kgf    |
| {\displaystyle D}           | Diámetro de la bola (indentador)                                      | mm     |
| {\displaystyle d}           | Diámetro de la huella en superficie(se toma como la media de d1 y d2) | mm     |

## Valores típicos

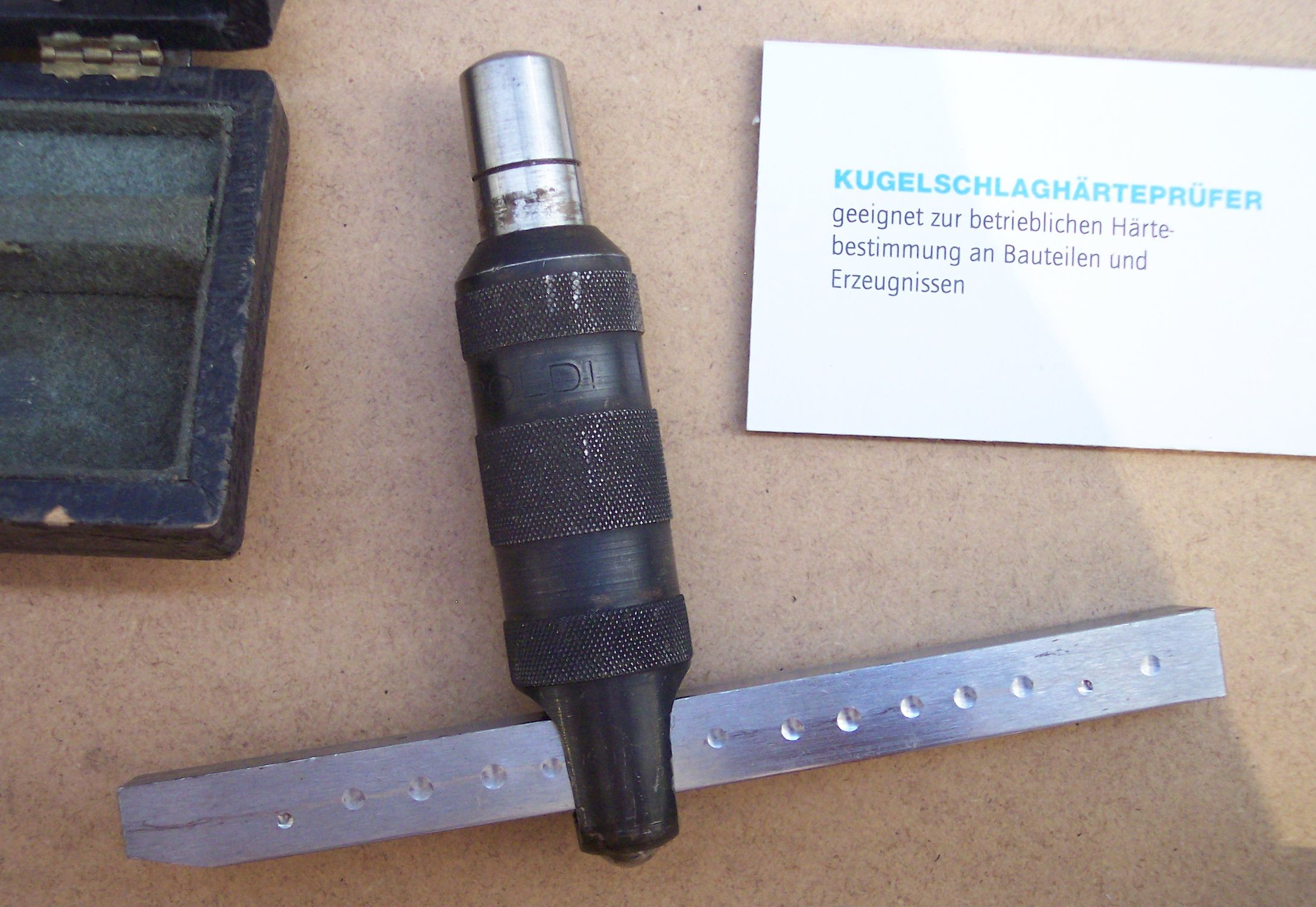
Durómetro Brinell portátil

El valor HB suele ser menor que 600.
| Madera (blanda) (Ej, Pino )                                              | 1.6 HB           |
| Madera (dura)                                                            | entre 2.6 y 7 HB |
| Aluminio(sin tratamiento térmico)                                        | 15 HB            |
| Plomo (puro)                                                             | 5 HB             |
| Plomo (aleación)                                                         | 22 HB            |
| Aleación de aluminio tratada (estado T4 o T6 dependiendo de la aleación) | 75 a 115 HB      |
| Cobre                                                                    | 35 HB            |
| Acero (blando)                                                           | 120 a 125 HB     |
| Acero (inoxidable)                                                       | 230 a 250 HB     |
| Vidrio                                                                   | 482 a 550 HB     |
| Acero para herramientas                                                  | 500 a 700 HB     |
| Dibororrenio                                                             | 4600 HB          |

## Esquema de una medición de este tipo de dureza
| Dureza | Tipo de ensayo | Diámetro de la bola | Fuerza aplicada | Tiempo del ensayo |
| ------ | -------------- | ------------------- | --------------- | ----------------- |
| kp/mm² |                | mm                  | k               | s                 |
| 250    | HB             | 10                  | 500             | 30                |

## Normativa
- Madera - ISO 3355
- Metales (de dureza blanda a media) - EN ISO 6506-1 a EN ISO 6506-4:
  - EN ISO 6506-1:2005: metales - Prueba Brinell - Parte 1: Método de la prueba
  - EN ISO 6506-2:2005: metales - Prueba Brinell - Parte 2: Verificación y calibración de la máquina de pruebas
  - EN ISO 6506-3:2005: metales - Prueba Brinell - Parte 3: Calibración de los bloques de referencia
  - EN ISO 6506-4:2005: metales - Prueba Brinell - Parte 4: Tablas de valores de dureza

En Estados Unidos, ASTM
- ASTM E10-08: método estándar para la prueba de dureza Brinell para materiales metálicos.